# Spirou Charleroi in het seizoen 2023/24
Het seizoen 2023/2024 was het 35e jaar in het bestaan van basketbalclub Spirou Charleroi.

## Verloop
Volgende spelers bleven na vorig seizoen: Milan Samardzic, Craig Adzeh, Bine Prepelič, Marlon Makwa, Archange Izaw Bolavie en Nathan Kuta. Volgende nieuwe spelers tekende bij Charleroi: Tyrell Roberts, Josh Heath, Austin Butler, Erikas Venskus en Quinten Smout. Enkele jeugdspelers maakten in het seizoen 2023/24 hun debuut in de hoogste klasse: Lukijan Zecevic en Adedayo Polet daarnaast zaten sommige ook soms in de selectie of trainde mee met de eerste ploeg: Sasha Fedele, Félix Menth, Bruno Shema en Milo Hautekeet. In januari 2024 tekende David Collins na het vertrek van Austin Butler.
Charleroi eindigde als vijfde na de reguliere competitie. In de Elite Gold werden ze zesde waarna ze in de nationale play-offs werden uitgeschakeld in de kwartfinales door Liège Basket. Ze verloren de finale van de Beker van België tegen Limburg United.

## Ploeg
Antwerp Giants ·
BAL ·
Union Mons-Hainaut ·
Den Helder Suns ·
Donar ·
Feyenoord ·
Heroes Den Bosch ·
Kangoeroes Basket Mechelen ·
Kortrijk Spurs ·
Landstede Hammers ·
Leuven Bears ·
Liège Basket ·
Limburg United ·
LWD Basket ·
Okapi Aalst ·
Oostende ·
Brussels Basketball ·
Spirou Charleroi ·
Yoast United ·
ZZ Leiden